# Shemdinli
Shemdinli (orth. française), Şemdinli (en turc), Chemzinan, Şemzînan ou Chemdinan (en kurde) est une ville et un district de la province de Hakkari dans la région de l'Anatolie orientale en Turquie.
Située au cœur d'une région montagneuse, elle a longtemps été le siège d'une petite principauté kurde.

## Géographie

### Physique
La géographie du district est particulièrement montagneuse. La ville de Șemdinli est située à 1450 m au-dessus du niveau de la mer. 
45 % de la surface est forestière, 41 % est impropre à l'agriculture. Les surfaces cultivées n'occupent que 4 % du territoire.

### Politique
Le district possède 53 km de frontières avec l'Iran et 117 Km avec l'Irak. 
La surface totale du district est de 1452 Km2.

### Population
En 2014, la ville de Șemdinli compte 15'739 habitants. Le district compte en totalité 63'261 habitants.

### Économie
L'économie du district repose presque exclusivement sur l'agriculture et de l'élevage, et sur la transformation de leurs produits. La ville connaît des activités artisanales, mais aucune activité de type industriel. De manière générale, la région est considérée comme l'une des plus pauvres du pays.

## Histoire

### Les Nehri
L'histoire moderne de la région est fortement liée à la famille des Nehri. Il s'agit d'une puissante famille de cheiks et de seyyids (c'est-à-dire se prétendant descendants du Prophète), originaire de la principauté de Hakkarî. La famille prétend aussi descendre d'Abdullah Qadir al-Jailani, considéré comme le fondateur de la confrérie des Qadiri. À partir de 1811, les Nehri adhère à la confrérie des Naqshbandi.
Dans les années 1840, le cheikh Sayyid Taha Nehri prend une grande influence sur la principauté de Botan. Il prêche le renforcement de la pratique religieuse, mais aussi la haine contre les Chrétiens assyro-chaldéens de la région. Il jouera un rôle important dans le processus qui aboutira aux massacres des Assyro-chaldéens par le prince Bedirxan en 1843 et 1846,.
Après la défaite du soulèvement de Bedirxan contre les Ottomans en 1847, Sayyid Taha se réfugie dans un village de la région de Chemzinan, qui est le siège d'une petite principauté. Il s'y établit avec sa famille et le village prend le nom de sa famille. L'autorité de la famille de cheiks devient alors plus importante que celle du prince. 

### Le cheikh Ubeydullah
Le fils de Taha, le cheikh Ubeydullah, va devenir l'un des plus importants chefs kurdes de la fin du XIXe siècle. Il sera le dirigeant de la dernière grande révolte kurde du siècle, en 1880-1881. C'est aussi la première révolte qui se dote d'un véritable programme politique nationaliste de type moderne.
Les deux fils de cheikh Ubeydullah, Muhammad Siddiq et Abdul Qadir joueront aussi un rôle politique important. Muhammad Siddiq continuera à résider à Nehri mais sera considéré comme un personnage influent dans tout le Kurdistan, jusqu'à son décès en 1911. Son frère Abdul Qadir fera carrière dans l'administration ottomane, tout en contribuant aux activités nationalistes kurdes. Il sera membre du grand conseil ottoman et président du conseil d'État. Bien qu'il ne participe pas à la révolte du cheikh Saïd de Pîran en 1925, il sera arrêté et exécuté après la défaite du soulèvement. Un fils de Muhammad Siddiq, qui porte le nom de son grand-père, Sayyid Taha, prend part aux révoltes des années 1920. Il se joint à la révolte d'Ismail Simko en Iran. Réfugié en Irak en 1932, il est invité en Iran par des représentants du Shah. Il se rend à Téhéran où il meurt, probablement empoisonné,.

### Période contemporaine

#### Une région de guerre
En 1984, le Parti des travailleurs du Kurdistan décide, pour lancer sa guerre de guerilla, de frapper un grand coup. Il choisit, pour marquer les esprits, de prendre d'assaut le même jour trois petites villes kurdes: Eruh, Shemzinan, et Çatak (l'action, dans cette dernière ville, sera annulée au dernier moment). Le 15 août 1984, des combattants des Unités de Libération du Kurdistan (HRK, Hêzên Rizgarî ya Kurdistan), les premières unités militaires du PKK, occupent la ville, mettent en fuite les gendarmes turcs, distribuent des tracts et vident la prison, avant de se replier en fin de journée. Depuis ce jour, la région est une zone où s'affronteront régulièrement les troupes du PKK et l'armée turque,.
La ville et son environnement sont particulièrement militarisés : 15 000 soldats sont stationnés dans une zone de 45 000 habitants.
La ville est traditionnellement proche des partis pro-kurdes. Les élections municipales ont été remportées par le Parti de la démocratie du peuple en 1999 (le parti sera interdit par Ankara en 2003), puis par le Parti de la société démocratique cinq ans plus tard.
Le maire Hursit Tekin estime qu'il est « presque impossible de gérer une ville avec une aussi forte pression. Mon prédécesseur a été démis de ses fonctions pendant seize mois, et moi j'ai une trentaine de procès sur le dos. Sans parler de la façon dont l’État turc nous traite : contrairement aux communes dirigées par l'AKP, Semdinli ne touche presque rien des subventions publiques. »

##### L'affaire de la librairieUmut(2005)
Le 9 novembre 2005, une grenade explose dans la librairie Umut, située au centre de Shemdinli et appartenant à un ancien membre du PKK. L'attentat, fait un mort et une dizaine de blessés. Quelques minutes après l'attentat, la foule, furieuse, rattrape trois hommes qui tentent de fuir en voiture. La police locale, accourue pour les sauver d'un lynchage, découvre alors dans leur voiture, qui arbore des plaques d'immatriculation officielles, des armes, des explosifs, une carte localisant la librairie, une liste d'opposants et leurs papiers d'identité. Au cours de l'enquête, le procureur chargé de l'affaire, Ferhat Sarikaya, établit que, parmi les trois hommes arrêtés par la foule, l'un est un sous-officier de la gendarmerie et un autre est un repenti du PKK devenu membre d'une unité de contre-guérilla. Il apparaît qu'ils appartiennent tous les trois au JITEM, un service spécial de la gendarmerie,.
L'affaire suscite l'indignation générale dans toutes les régions kurdes. Une manifestation à Yuksekova, à quelques kilomètres de Semdinli, tourbe au drame : quatre personnes tombent sous les balles de la police. Leurs funérailles, qui se déroulent sous haute surveillance militaire, rassemblent plus de 40 000 participants. Une délégation d'enquête parlementaire est dépêchée sur les lieux.
Le gouvernement du premier ministre Recep Tayyip Erdogan promet de faire toute la lumière sur l'affaire. Mais le numéro deux de l'armée, le général Yasar Büyükanit, déclare à la presse que deux des trois accusés sont des « bons garçons ». Le nom du général va ensuite apparaître dans l'acte d'accusation, qui mentionne qu'il aurait créé dans le sud-est du pays une « organisation clandestine criminelle » chargée des « coups tordus ». La presse kémaliste, à l'époque hostile à l'AKP au pouvoir, accuse le gouvernement d'avoir poussé le procureur chargé du dossier à incriminer le général. L'armée réagit de manière officielle, en refusant la comparution du général devant un tribunal civil et accusant le procureur d'avoir outrepassé ses compétences. Le gouvernement fait alors marche arrière. Le procureur Ferhat Sarikaya est démis de ses fonctions. Le procès s'ouvre en mai 2006, avec un nouveau procureur. Le juge ne lit qu'un dixième de l'acte d'accusation, omettant toutes les pages où des noms de militaires sont cités. Les deux principaux accusés sont d'abord condamnés à trente-neuf ans de prison, mais ils sont blanchis quelques mois plus tard par un tribunal militaire.